# ИАР-13
ИАР-13 (рум. IAR-13) је румунски ловачки авион који је производила фирма Индустрија аеро-наутика романа (рум. Industria Aeronautică Română - IAR). Први лет авиона је извршен 1933. године. 

Размах крила је био 11,70 метара а дужина 7,34 метара. Маса празног авиона је износила 1140 килограма а нормална полетна маса 1530 килограма. Био је наоружан са два митраљеза калибра 7,7 милиметара Викерс.

## Наоружање
| Наоружање авиона: ИАР-13       |     |
| Ватрено (стрељачко) наоружање  |     |
| Топ                            |     |
| Митраљез                       |     |
| Број и ознака митраљеза        | 2   |
| Калибар                        | 7,7 |
| Бомбардерско наоружање (бомбе) |     |
| Ракетно наоружање (ракете)     |     |